# Katrinedal (Silkeborg Kommune)
 For alternative betydninger, se Katrinedal. (Se også artikler, som begynder med Katrinedal)
Katrinedal  er en  lille bebyggelse i Midtjylland, beliggende i Bryrup og Them Sogne under   Silkeborg Kommune. Den ligger i ådalen ved Salten Å mellem byerne Them og Bryrup ca. 15 km syd for Silkeborg. 

Der har tidligere været teglværk og vandmølle;  nu er der vandrerhjem, dambrug og fiskerøgeri.  
|  | Denne artikel om lokaliteten Katrinedal (Silkeborg Kommune) kan blive bedre, hvis der indsættes et (bedre) billede. Du kan hjælpe ved at afsøge Wikimedia Commons for et passende billede eller lægge et op på Wikimedia Commons med en af de tilladte licenser og indsætte det i artiklen. |

56°3′2″N 9°31′39″Ø / 56.05056°N 9.52750°Ø